# Plagiolepis klinsmanni
Plagiolepis klinsmanni é uma espécie de formiga do gênero Plagiolepis, pertencente à subfamília Formicinae.